# Jean l'Orfèvre
Jean l'Orfèvre, ook Lorfevere, Aurifaber en Chrysopoeus of Chrysopœus (Amiens, ca. 1410 - begraven Brussel, ca. 1476) was een hoge magistraat in de Bourgondische Nederlanden. Hij was enkele jaren kanselier van Brabant.

## Leven
Als zoon van een Picardiër die rentmeester was in Namen, studeerde Jean rechten aan de Leuvense universiteit, waar hij in 1434 rector was. Hij werd pensionaris van Amiens en maakte onder de bescherming van de graven uit het Huis Croÿ en van Guy de Brimeu een steile carrière. In 1445 werd hij lid van de Grote Raad van Mechelen en in 1452 president van de Raad van Luxemburg. Hij was ook rekwestmeester van hertog Filips de Goede, die hem in 1454 naar Mainz stuurde om het statuut van het hertogdom Luxemburg te onderhandelen met de jonge koning Ladislaus Posthumus. In Frankrijk maakte hij in 1458 indruk met een toespraak ter gelegenheid van de berechting van de hertog van Alençon door koning Karel VII. 
Filips beloonde l'Orfèvre in 1463 met de heerlijkheid Han-sur-Lesse en met het kanselierschap van Brabant, hoewel hij niet de door de Blijde Inkomst vereiste nationaliteit had. De volgende hertog, Karel de Stoute, had bij zijn aantreden geen vertrouwen in l'Orfèvre: hij schafte het kanselierschap in oktober 1467 af en degradeerde hem tot gewoon lid van de Raad van Brabant, waarvan het voorzitterschap toeviel aan Jan de Groote. Na twee jaar nam l'Orfèvre die functie over. Hij behield ze tot 1476, jaar van zijn dood (uiterlijk in januari 1477 n.s.). Zijn laatste rustplaats was in de Sint-Goedelekerk van Brussel.